# L'Homme rencontre la Mer
L'Homme rencontre la Mer est une sculpture contemporaine créée par Svend Wiig Hansen (en), située à Esbjerg, au Danemark.